# 帰州
帰州（歸州、きしゅう）は、中国にかつて存在した州。唐代から民国初年にかけて、現在の湖北省宜昌市一帯に設置された。

## 概要
619年（武徳2年）、唐により夔州の秭帰県と巴東県が分離されて、帰州が立てられた。620年（武徳3年）、秭帰県が分割されて興山県が置かれた。742年（天宝元年）、帰州は巴東郡と改称された。758年（乾元元年）、巴東郡は帰州と改称された。帰州は山南道に属し、秭帰・巴東・興山の3県を管轄した。
宋のとき、帰州は荊湖北路に属し、秭帰・巴東・興山の3県を管轄した。
1275年（至元12年）、帰州は元に降った。1277年（至元14年）に帰州路に昇格したが、1279年（至元16年）に帰州にもどされた。帰州は湖広等処行中書省に属し、秭帰・巴東・興山の3県を管轄した。
1376年（洪武9年）、明により帰州は廃止されて秭帰県に編入され、夷陵州に属した。1377年（洪武10年）、秭帰県は長寧県と改められた。1380年（洪武13年）、長寧県は帰州に昇格した。帰州は荊州府に属し、興山・巴東の2県を管轄した。
1735年（雍正13年）、清により帰州は宜昌府に転属した。帰州は長陽・興山・巴東・長楽の4県を管轄した。
1912年、中華民国により帰州は廃止され、秭帰県と改められた。